# مدنین
مدنین (به عربی: مدنین) شهری در استان مدنین کشور تونس است که جمعیت آن در سرشماری سال ۲۰۰۴ میلادی ۶۱٫۷۰۵ نفر بوده‌است.